# Eliseo Calenzio
Eliseo Calenzio, en latin Calentius, né dans le Latium vers 1450 et mort en 1503, est un humaniste et poète italien néolatin.

## Biographie
Il fut précepteur de Frédéric Ier de Naples, fils de Ferdinand II de Naples, roi de Naples, et ami de Jacopo Sannazaro.
Ses Œuvres ont paru à Rome en 1503. On y remarque le Combat des rats contre les grenouilles, imité d'Homère, et réimprimé en 1738 à Rouen dans une édition des Fables choisies de Jean de La Fontaine mises en vers latins, publiée par l'abbé Jean Saas.

## Sources
Cet article comprend des extraits du Dictionnaire Bouillet. Il est possible de supprimer cette indication, si le texte reflète le savoir actuel sur ce thème, si les sources sont citées, s'il satisfait aux exigences linguistiques actuelles et s'il ne contient pas de propos qui vont à l'encontre des règles de neutralité de Wikipédia.
- Notices d'autorité :   - VIAF
  - ISNI
  - BnF (données)
  - IdRef
  - LCCN
  - GND
  - Italie
  - Espagne
  - Belgique
  - Pays-Bas
  - NUKAT
  - Vatican
  - WorldCat